# ألبير جان لويس أيات
ألبير جان لويس أيات (1875 – 2 ديسمبر 1935) هو مبارز بالسيف فرنسي راحل، مثّل بلاده في الألعاب الأولمبية الصيفية 1900.

## روابط خارجية
ألبير جان لويس أيات على موقع أوليمبيديا (الإنجليزية)